# Justin Conn
Pour les articles homonymes, voir Conn.
Justin Conn (né le 29 août 1988 à Fredericton dans la province canadienne du Nouveau-Brunswick) est un linebacker de football canadien professionnel, qui est membre des Lions de la Colombie-Britannique. Il a été choisi à la 47e position par les Alouettes de Montréal lors de la draft 2010 de la Ligue canadienne de football. Il joue à l'université de football pour les Gaiters.